# 피터팬의 모험
피터팬의 모험(ピーターパンの冒険, 피터팬 애니메이션 시리즈, Pītā Pan no Bōken, The Adventures of Peter Pan, Peter Pan: The Animated Series)은 구로다 요시오가 감독한 닛폰 애니메이션의 애니메이션 시리즈로, 1989년 1월 15일부터 1989년 12월 24일 사이 후지 TV를 통해 일본에서 처음 방영되었다. 영국에서도 인기가 있다.

## 줄거리
이 애니메이션은 웬디가 피터팬이 자신을 구출하는 꿈을 꾸고 후크 선장과 칼싸움을 벌이는 것으로 시작된다. 에피소드 후반부에서 웬디와 그녀의 두 형제는 네버 네버랜드로 이동하고 웬디는 로스트 보이즈의 '어머니'가 된다. 시리즈 전반에 걸쳐 피터와 웬디가 해적과 싸우면서 로맨스가 피어난다.
시리즈의 마지막 절반은 총 3개의 캠프(피터팬, 후크 선장, 시니스트라)로 구성되어 원래 스토리 라인에서 벗어났다. 두 명의 새로운 캐릭터(시니스트라, 루나)가 마지막 에피소드의 중요한 부분이 된다.
디즈니 스튜디오와 달리 이번 작품 속 피터팬의 평상복은 브라운 컬러다.

## 같이 보기
- 피터 팬 (1953년 영화)
- 축구왕 슛돌이